# Bit Hamban
Bīt-Ḫamban bzw. Bīt-Ḫabban (akkadisch Bīt-Ḫamban, babylonisch Bīt-Ḫabban) war ein kleines kassitisches Königreich im Altertum, das auf dem Grenzgebiet der heutigen Staaten Iran und Irak existierte. Der Name leitet sich nach dem gleichnamigen kassitischen Stamm der Chambaner/Chabbaner ab.
Erstmals wird es 1157 v. Chr. erwähnt. Nach dem Sturz der Kassiten-Dynastie stand Bīt-Ḫamban unter babylonischer Kontrolle. Im 1. Jahrtausend v. Chr. wird Assyrien auf diese Region aufmerksam und macht sie spätestens unter Salmanassar III. tributpflichtig. Der Chambaner Janzu übernimmt 842 v. Chr. die Königschaft im benachbarten Namri, nachdem kurz zuvor der dortige Herrscher gestürzt wurde.
Tiglat-Pileser III. gliedert Bīt-Ḫamban schließlich als Provinz in das assyrische Reich ein. Unter Sargon II. folgen 715 v. Chr. Aufstände von Teilen der Bevölkerung, die danach in andere Landesteile exililiert wird.
In den Berichten von Asarhaddon und Assurbanipal wird Bīt-Ḫamban noch öfter erwähnt, ehe nach der Niederlage Assyriens und der Zerstörung Ninives und Ḫarrans der Name aus den Aufzeichnungen verschwindet.